# 张安中
张安中（1933年—2021年），女，江苏嘉定（今属上海）人，中国神经药理学家，曾任上海医科大学教授、博士生导师。
2021年12月11日，其女儿陈冲透露，张安中因淋巴癌过世。

## 家庭
父亲张昌绍。丈夫陈星荣，女儿陈冲。